# Chiesa di San Sebastiano (Bergamo)
La chiesa di San Sebastiano è un luogo di culto cattolico di Bergamo sussidiario della chiesa parrocchiale di Santa Grata inter Vites e ubicato all'inizio dell'altopiano detto Botta quindi altura o collina, che conduce fino alla conca di Astino.

## Storia
La chiesa fu costruita nel 1503 grazie alla donazione dell'11 novembre di un ducato d'oro da parte del comune che permise l'inizio della sua edificazione nella contrada Botta per rispondere alla richiesta dei residenti che ne avevano già predisposto le fondamenta. La chiesa fu visitata da san Carlo Borromeo il 24 settembre 1575. Dagli atti conservati nell'archivio diocesano, si testimonia la presenza della scuola dei disciplini di san Sebastiano istituita nel 1540.

La chiesa viene anche elencata come piccolo oratorio compreso nella parrocchia di Santa Grata del territorio cittadino, nella relazione del cancelliere di Bergamo Giovanni Giacomo Marenzi del 1666.
Venne nuovamente visitata il 19 agosto 1781 dal vescovo Giovanni Paolo Dolfin sempre nominata come piccolo oratorio in località monte della Botta, servita da un cappellano. La chiesa risulta sussidiaria di quella dedicata alla santa di Bergamo in Borgo Canale nel 1861. Nel XXI secolo l'edificio ebbe bisogno di lavori di manutenzione e mantenimento con il rifacimento della pavimentazione e della parte esterna.

## Descrizione
Il piccolo oratorio, con il tradizionale orientamento a est, presenta la facciata molto semplice. L'accesso principale posto centralmente alla piccola facciata a capanna, è leggermente svasato con cornici in pietra di Sarnico. Superiore al portone l'oculo con vetro istoriato, che illumina l'interno della chiesa. Sul lato a meridione vi è l'entrata laterale con uno sfondato dove è conservato l'affresco raffigurante san Sebastiano.
L'interno a pianta rettangolare è composto da un'unica navata divisa in due campate da con copertura a crociera e con due finestre laterali strombate. Nella seconda campata, conservata in una nicchia vi è la piccola statua della Madonna e sulla parete opposta quella di san Sebastiano. L'arco trionfale ligneo precede il presbiterio rettangolare con copertura a crociera. Sul presbiterio vi è la porta che conduce nel locale della sagrestia.

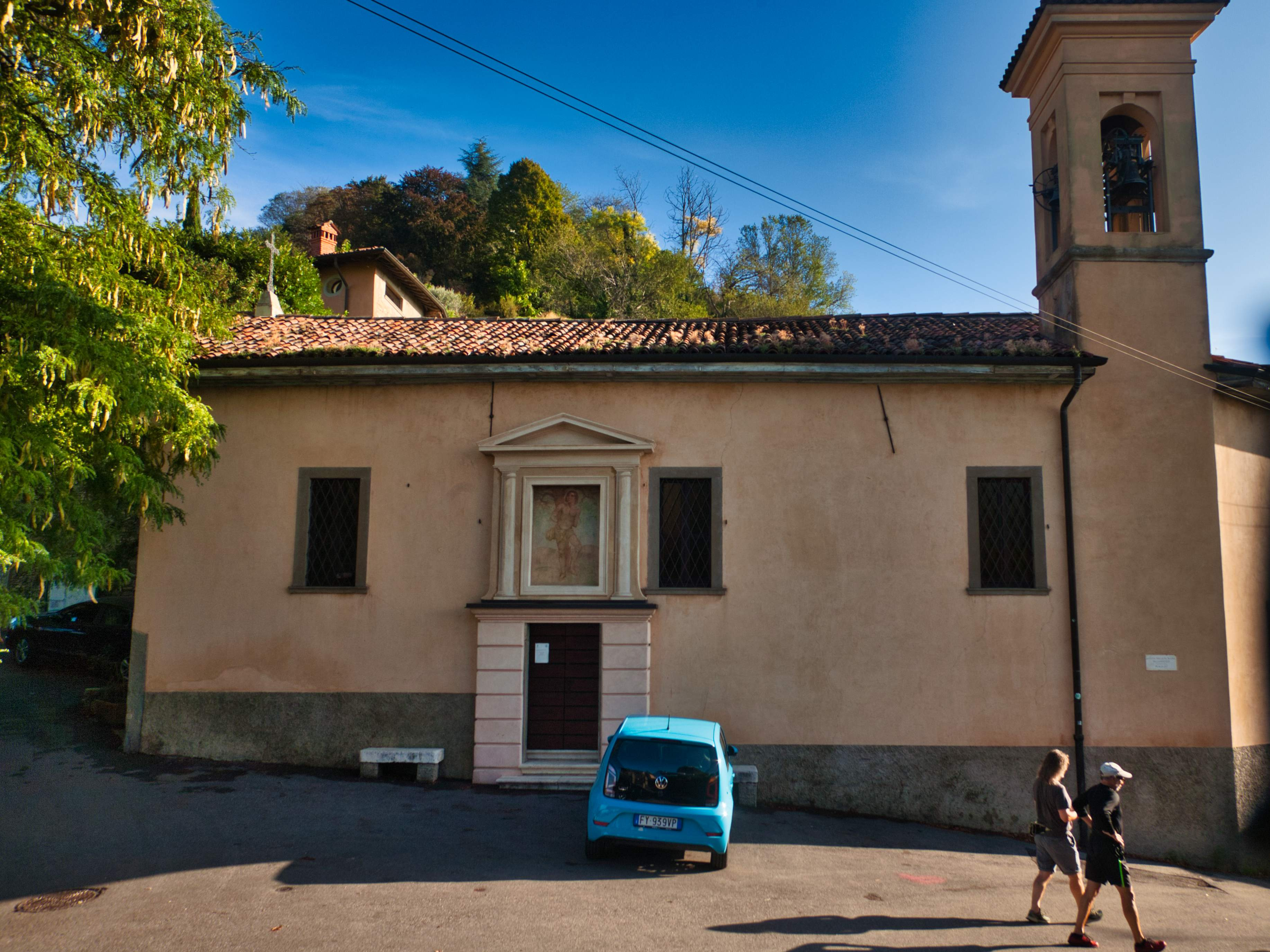
Vista laterale della chiesa